# Nuông Dăm
Nuông Dăm là một xã thuộc huyện Kim Bôi, tỉnh Hòa Bình, Việt Nam.
Nằm ở phía Đông Nam huyện Kim Bôi, cách huyện lị Kim Bôi 20 km. Phía Bắc giáp xã Sào Báy, phía Tây giáp xã Cuối Hạ, phía Đông giáp xã Mị Hòa của huyện Kim Bôi, phía Đông Nam giáp xã Hưng Thi, huyện Lạc Thủy, phía Tây Nam giáp xã Lạc Sỹ, huyện Yên Thủy, tỉnh Hòa Bình.
Xã Nuông Dăm có diện tích 35,66 km² (Năm 2016), dân số năm 1999 là 3381 người, năm 2016 là 4058 người, mật độ dân số đạt 114 người/km².
Xã Nuông Dăm có 12 xóm phân bố trải dài trên 13 km dọc theo khe suối, bãi bồi nhỏ với địa hình đồi núi nhấp nhô. Trụ sở hành chính và các cơ quan giáo dục, y tế nằm ven tỉnh lộ giao thông thuận tiện. Có một vài xóm có đường giao thông đi lại khó khăn, lầy lội bị ngăn cách bời sông và nhiều con suối (xóm Vẹt Vòi, xóm Suối Lội)